# Leptothyrsa sprucei
Leptothyrsa sprucei är en vinruteväxtart som beskrevs av Joseph Dalton Hooker. Leptothyrsa sprucei ingår i släktet Leptothyrsa och familjen vinruteväxter. Inga underarter finns listade i Catalogue of Life.